# New Vanguard
New Vanguard constitue une série de livres consacrée à l’histoire militaire publiée par l’éditeur britannique Osprey Publishing.

## Généralités
La série New Vanguard est consacrée aux équipements de guerre, depuis les armes des temps les plus anciens de l'histoire humaine jusqu’au chars de combat modernes. Les fascicules comprennent des écorchés montrant les mécanismes internes de ces engins.
La série New Vanguard fait suite à une première série baptisée Vanguard lancée en 1978 et dédiée elle aussi aux véhicules et unités blindées.
Dans les premiers exemplaires de cette série, les sujets sont plutôt « classiques » avec des thématiques centrées sur les chars de combat ainsi que les véhicules d’infanterie allemands, anglais, américains et soviétiques couvrant essentiellement la période allant de la Seconde Guerre mondiale à l’époque moderne avec une exception concernant l’étude du char israélien Merkava dans le no  21. Une diversification très nette des sujets abordés intervient avec l’exemplaire no  38 de janvier 2001 intitulé American Civil War Artillery 1861–65. Le thème lié à l'armement de mer, jusque-là totalement occulté, fait son apparition avec le no  41 d’août 2001 et va prendre une part importante par la suite. La série va poursuivre sa diversification en traitant par exemple d’armements utilisés pendant la guerre civile américaine (près d’une dizaine de fascicules) ou durant les campagnes napoléoniennes (7 exemplaires) ou encore des pièces d’artillerie de l’Axe ou des Alliés ou bien des armes de siège ancien.

## Journalistes
Parmi les contributeurs à la série New Vanguard figurent, par ordre décroissant de nombre d’apparitions, pour le texte, Steven J Zaloga (en), Angus Konstam, Gordon Williamson, David Fletcher, Hilary Doyle, Bryan Perrett, Chris Henry, Tom Jentz, Gordon L Rottman, Mark Stille, Chris Bishop, Mark Lardas, Simon Dunstan et Stephen Turnbull ainsi que Tony Bryan, Peter Sarson, Ian Palmer, Jim Laurier, Brian Delf, Mike Badrocke, Paul Wright, Hugh Johnson, Peter Bull, Wayne Reynolds et Mike Fuller pour les illustrations.